# Леонтьев, Дмитрий Алексеевич
Дми́трий Алексе́евич Лео́нтьев (род. 28 июля 1960, Москва, СССР) — российский психолог, специалист в областях психологии личности, мотивации и смысла, теории и истории психологии, психодиагностики, психологии искусства и рекламы, психологической и комплексной гуманитарной экспертизы, а также в области современной зарубежной психологии. Доктор психологических наук, профессор. Заведующий Международной лабораторией позитивной психологии личности и мотивации НИУ ВШЭ, ординарный профессор НИУ ВШЭ, председатель диссертационного совета по психологии НИУ ВШЭ; профессор факультета психологии Московского государственного университета им. М. В. Ломоносова, заведующий лабораторией проблем развития личности лиц с ограниченными возможностями здоровья Московского городского психолого-педагогического университета (2009—2012).

## Биография
Представитель научной династии российских психологов: сын А. А. Леонтьева, внук А. Н. Леонтьева.
Автор более 800 публикаций.
Лауреат премии Фонда Виктора Франкла города Вены (2004) за достижения в области ориентированной на смысл гуманистической психотерапии.
Почётный член Общества логотерапии и экзистенциального анализа Института Виктора Франкла.
Почётный член Национального объединения экзистенциальных консультантов и терапевтов.
Почётный член Ассоциации понимающей психотерапии.

### Образование и учёные степени
- 1982 — психология (доп. специальность: переводчик с немецкого в области психологии) МГУ им. Ломоносова.
- 1988 — кандидат психологических наук (МГУ им. Ломоносова).
- 2000 — доктор психологических наук (МГУ им. Ломоносова).

## Научно-исследовательская деятельность

### Исследования личности
Научная деятельность Д. А. Леонтьева на всем своём протяжении посвящена психологии личности в широком смысле слова, с затрагиванием вопросов философской антропологии и междисциплинарной персонологии. В рамках этой проблемы основные акценты связаны с проблемами мотивации и саморегуляции деятельности, а также высших уровней личности, её экзистенциальных аспектов. Кроме этого, многие его работы, особенно в 1990-е гг., были посвящены теоретическим и экспериментальным исследованиям психологии искусства и рекламы. Д. А. Леонтьев занимался также вопросами истории отечественной и зарубежной психологии, в особенности гуманистической и экзистенциальной психологии, имеет много публикаций, посвящённых отечественным и зарубежным психологам в словарных и энциклопедических изданиях, в частности, в Большой российской энциклопедии. Ему также принадлежит ряд работ по теории и методологии психологической науки, в частности, по проблемам детерминизма и свободы, развития и другим, а также по методологии психологической и комплексной гуманитарной экспертизы и по методологическим и прикладным вопросам психодиагностики, включая как проективные и качественно-феноменологические, так и психометрические и психосемантические методы.
В конце 1980 — конце 1990 гг. Д. А. Леонтьев выполнил и опубликовал ряд исследований проблем восприятия разных видов искусства (литература, театр, живопись), а в 1998 году опубликовал небольшую теоретическую монографию «Введение в психологию искусства». В области теории он развивал общий подход к восприятию искусства как к внутренней деятельности (Л. С. Выготский, В. Ф. Асмус), заключающейся в переработке и трансляции личностных смыслов реальности (А. Н. Леонтьев, А. А. Леонтьев).
В последних работах на эту тему Д. А. Леонтьев отмечает тенденцию выхода исследований поэтического произведения за рамки изучения его только как текста в более широкий экзистенциальный контекст, где предметом рассмотрения должен стать создающий и воспринимающий поэзию человек, а также то, что вызвало к жизни создание данного произведения. Д. А. Леонтьев следующим образом систематизировал и реконструировал современное понимание поэзии и её функционирования:
- Как явление, поэзия производна от языка, но не сводится к нему, за счёт того, что: смысл поэтического слова более богат, а поэтическая структура более семантически насыщена, чем смысл этого же слова в общеязыковом контексте; поэзия влияет на сознание, мышление и мироощущение в целом.
- Содержанием поэтического произведения является не эксплицитное высказывание, а его имплицитный смысл; его следует понимать как художественное высказывание, сделанное в сложном жизненном и идейно-эстетическом контексте.
- Поэтическая речь организована таким образом, что её языковая организация служит передаче смысла, а не значения; то есть, поэтическая речь, как и искусство в целом — «это высказывание об индивидуальном видении, подчёркивающее уникальную позицию автора в мире, предполагающую несовпадение взгляда автора со взглядами любого другого человека».
- Личностные смыслы передаются сочетанием, отношениями элементов языкового материала, последние же передают лишь значения.
- Содержание или материал в поэзии эстетически структурируются её художественной формой, и в целом неотрывен от неё; в форме поэтического произведения перерабатывается содержание его материала, преодолевается сам материал и самое косное и элементарное в нём.
- В ходе создания поэтического произведения материал последнего (которым, в частности является язык, эмоции, нарративы) преодолевается и трансформируется; смыслы поэтического произведения порождаются реальностью, стоящей за его текстом.

Д. А. Леонтьев предлагает говорить о том, что искусство моделирует жизнь, но не как образ, а как деятельность, то есть как то, что мы можем (имеем шанс) сделать со своей жизнью, и добавляет к сложившемся её пониманию такие черты, как:
- В поэтическое произведение вовлекаются жизненный опыт его автора и читателя.
- Именно человек, а не сама форма поэтического произведения преодолевают и трансформируют его содержание; это происходит через творческую деятельность (экзистенциальные акты самодетерминирующейся личности) над материалом произведения, автором которой он является и в ходе которой его личность изменяется.
- В акте создания поэтического произведения совмещаются процессы понимания смысла и креативного усилия создания формы; [поэтический] текст является не тем, что мы читаем, но тем, «посредством чего мы читаем что-то другое» (М. К. Мамардашвили). Понимание смысла связано с личностным развитием, которые происходят в креативном, опосредствованном усилии человека на деле «практиковать сложность» через посредство «определённости формы». Поэтическая речь в высочайшей степени произвольна, опосредована и рефлексивна, потому что при написании поэтических произведений человек «должен быть вполне собой». «Поэзия, как и другие формы культуры, культивирует произвольность, самодисциплину, личностную культуру преодоления.».

В области эмпирических исследований Д. А. Леонтьев опирался в первую очередь на психологию субъективной семантики Е. Ю. Артемьевой, разработав ряд оригинальных схем применения созданных ею методик и методических подходов и создав на этой основе авторскую методику ценностного спектра, выявляющую ценностное содержание образов искусства и других образов. Помимо этого, отталкиваясь от подхода к индивидуальным особенностям восприятия искусства Г. Г. Дадамяна и Д. Б. Дондурея, Д. А. Леонтьев разработал качественную методику свободных описаний, выявляющую различные формы внутренней деятельности восприятия различных видов искусства. На той же методической основе Д. А. Леонтьев обратился в 1990-е гг. к психологическим аспектам восприятия рекламных образов, выполнив ряд экспериментальных исследований и опубликовав ряд статей преимущественно в изданиях для работников рекламной индустрии. Им была разработана рабочая модель, описывающая восприятие и воздействие рекламного образа как последовательность из семи процессов, каждый из которых должен учитываться и проектироваться в структуре рекламного послания: внимание, восприятие, понимание, смысл, запоминание, образ, доверие, выбор.
Одновременно с этим Д. А. Леонтьев проводил работу по созданию и адаптации психодиагностических методик. Помимо названных выше исследовательских методик, наиболее известны разработанный им Тест смысложизненных ориентаций — модификация теста «Цель в жизни» Дж. Крамбо и Л. Махолика, Методика изучения ценностных ориентаций — модификация методики М. Рокича, оригинальный Метод предельных смыслов и авторское руководство по Тематическому апперцептивному тесту, выходившее несколькими изданиями и ставшее в России стандартным руководством по этой классической методике.
Обратившись к общепсихологическим аспектам личности, Д. А. Леонтьев определил личность как психологическую структуру или орган, выполняющий функцию смысловой регуляцию жизнедеятельности, то есть регуляцию её отношений с миром. Именно благодаря личности наша жизнедеятельность протекает сообразно миру в целом, а не отдельным ситуациям. В популярной брошюру «Очерк психологии личности» была предложена, в развитие структурных моделей личности А. Г. Асмолова и Б. С. Братуся, трехуровневая структура, включающая в себя ядерные структуры личности, в частности, механизмы свободы и ответственности, содержательно-смысловую структуру личности (внутренний мир) и экспрессивно-инструментальный уровень личности, включающий черты характера, способности и роли.
В центре работы Д. А. Леонтьева в конце 1980-х — конце 1990-х гг. находилась теоретическая работа по построению системной концепции смысла, смысловых структур, смысловой реальности и смысловой регуляции жизнедеятельности. Эта концепция была представлена в докторской диссертации Д. А. Леонтьева, защищённой в ноябре 1999 года, и в вышедшей тогда же монографии «Психология смысла: природа, структура и динамика смысловой реальности». Эта монография трижды переиздавалась с исправлениями и дополнениями (1999; 2003; 2007; 2019)
Концепция смысла и смысловой реальности Д. А. Леонтьева является оригинальной авторской концепцией и в то же время претендует на то, чтобы интегрировать разные взгляды на проблему смысла, имеющиеся в мировой литературе, свести концы с концами и устранить противоречия между ними, предложив объёмную, многомерную картину. Ключевым является понятие жизненных отношений, объективно связывающих субъекта с предметами или явлениями жизненного мира, объективно значимыми для него. Жизненные отношения отражаются в структуре личности субъекта в превращенной форме (М. К. Мамардашвили) смысловых структур личности, таких как личностный смысл, смысловая установка, мотив, смысловая диспозиция, смысловой конструкт и личностная ценность. Д. А. Леонтьевым подробно описана специфика, функции и динамика каждой из этих структур, которые связаны между собой смысловыми связями в динамические смысловые системы, которые правомерно рассматривать как единицы анализа личности. Переходя к динамическому анализу смысловых систем и структур, Д. А. Леонтьев различает три вида смысловой динамики: смыслообразование — перетекание смыслового содержания от одних структур к другим, смыслоосознание — трансформация смысла в результате осознания смысловых связей, и смыслостроительство — переплавка смыслов в результате их столкновения с реальностью, в том числе с жизненной реальностью, с реальностью другого человека и с мирами художественных произведений.
В этой же книге была предложена мультирегуляторная модель личности, которая описывает семь форм регуляции и семь механизмов человеческого поведения и логик человеческой жизнедеятельности, которые присутствуют у разных людей в разных соотношениях и в разной форме:
1. Удовлетворение влечений, потребностей.
2. Реагирование на стимулы.
3. Воспроизведение выработанных или усвоенных стереотипов и шаблонов.
4. Следование внешним давлениям и ожиданиям.
5. Действия в соответствии с жизненной необходимостью (смыслом).
6. Свободный выбор по принципу «а почему бы и нет», ориентация на возможности.
7. Ориентация на необходимую суть вещей, неизбежности, заложенные в ситуации, которые субъект понимает и осознает.

Из этих семи уровней первые три — общие для животных и человека; четвёртый соответствует понятию социального индивида, он присущ человеку, но не характеризует личность; пятый характеризует суть личности; шестой характеризует зрелую, творческую, самодетерминируемую личность, и седьмой — просветленную личность.
В 2000-е гг., после завершения «Психологии смысла», Д. А. Леонтьев сосредоточивается на вопросах субъектности, экзистенциальной психологии и личностного потенциала как стержня личности, «личностного в личности». Он приходит к пониманию личностного потенциала как потенциала, обеспечивающего успешную саморегуляцию (в широком смысле слова) в разных сферах жизнедеятельности: В этот период вокруг него постепенно складывается группа его учеников и единомышленников, совместно с которыми он выпускает сначала два специальных тематических выпуска «Диагностика личностного потенциала» журнала «Психологическая диагностика», а потом коллективную монографию «Личностный потенциал: структура и диагностика» (2011) объёмом 51 авторский лист. Эта монография была отмечена дипломом Российского психологического общества за лучшую монографию. После выхода книги он продолжает публиковать статьи по проблемам саморегуляции и личностного потенциала.
В тот же период Д. А. Леонтьев продолжил работу по разработке и адаптации психодиагностических методик, из которых наибольшее внимание привлекли адаптация теста жизнестойкости С. Мадди (совместно с Е. И. Рассказовой), опросник личностного динамизма (совместно с Д. В. Сапроновым), адаптация теста удовлетворенности жизнью Э. Динера и других, и общего опросника счастья С. Любомирски и других (совместно с Е. Н. Осиным). Он также публикует ряд статей, посвященных отечественным и зарубежным теориям личности (Г. Олпорта, К. Левина, А. Н. Леонтьева, А. Ф. Лазурского, Дж. Келли, А. Маслоу и других), к 100-летнему юбилею со дня рождения А. Н. Леонтьева выпускает фундаментальную историко-биографическую книгу «Алексей Николаевич Леонтьев: деятельность, сознание, личность» (совместно с А. А. Леонтьевым, Е. Е. Соколовой).
В 2009—2011 гг. Д. А. Леонтьев возглавлял созданную им лабораторию проблем развития личности лиц с ограниченными возможностями здоровья в Московском городском психолого-педагогическом университете. Помимо цикла статей, эта работа была обобщена в монографии «Развитие личности и психологическая поддержка учащихся с ОВЗ в условиях инклюзивного образования» (совместно с Л. А. Александровой, А. А. Лебедевой, 2017).
Продолжают развиваться и общие представления Д. А. Леонтьева о личности. Общая логика развития личности рассматривается в терминах прогрессивной эмансипации от симбиотических связей и слияния с другими — с социальной группой, с другим человеком, с родителями. Последовательность развития личности полностью соответствует идеям Э. Фромма о том, что вся наша жизнь есть беспрерывное и постепенное рождение, в котором можно выделить ряд узловых, критических точек. Д. А. Леонтьев описывает этот процесс в терминах частичной эмансипации, обретения самостоятельности и автономии сначала на локомоторном уровне, затем на операциональном уровне, в плане средств, инструментов, инструментальных возможностей, ещё позднее на уровне смысловых ориентаций, на уровне целей, идей, смыслов, представлений и так далее. Таков общий путь становления личности в направлении личностной автономии. Это не разрыв социальных связей с другими людьми и с другими значимыми вещами в мире, это означает новые основания, на которых эти связи устанавливаются и держатся.
Общее представление о личности связано с совмещением двух пониманий человека, рассматриваемых как два возможных режима его существования, характеризующихся переходами между собой: в первом рассматривается «естественный человек» как пассивное, влекомое, управляемое, предсказуемое существо; в рамках второго внимание обращается на человека как потенциально свободного, самоопределяющегося и рефлексирующего субъекта. Д. А. Леонтьев соединяет эти два ракурса в целостную объемную картину, обосновывая и развивая представление о личности как единстве возможного и необходимого. Человек может быть пассивной игрушкой обстоятельств, внешних давлений, внутренних импульсов и генетических программ, а может, задействуя рефлексивное сознание, выходить за границы необходимого в область возможного, выступая благодаря этому самоопределяющимся субъектом собственной активности.

#### Основные тезисы новой, «возможностной» теории личности по Д. А. Леонтьеву
1. Психология личности охватывает собой особую группу феноменов, относящихся к области «возможного», причём эти феномены не порождаются причинно-следственными закономерностями.
Эти феномены не необходимы, но они и не случайны, то есть не имеют чисто вероятностной природы.
Так называемая «естественно-научная психология» изучает человека как обусловленное существо, крайней сложный автомат, механизм. При таком понимании психологические феномены выступают как «необходимые», то есть порождаемые причинно-следственными закономерностями, как то, чего не может не быть. Гуманитарная («неклассическая») психология изучает человека в его «возможных», а не необходимых аспектах, как существо недетерминированное.
2. Человек лишь некоторые периоды в своей жизни действует и функционирует как человек, реализуя свой человеческий потенциал, то есть он может жить то интервалами «необходимого», то интервалами «возможного».
В 3-й редакции своей книги Психология смысла (2007 г.), Д. А. Леонтьев представил в обобщённом виде структуру режимов, на которых человек может жить. Эти режимы размещены на шкале от полностью детерминированного человека до полностью свободного, или «самодетерминируемого» (См. мультирегуляторную модель личности Д. А. Леонтьева, в рамках которой рассмотрены семь взаимодополняющих механизмов регуляции человеческого поведения). В более поздних работах Д. А. Леонтьев предлагает обращаться к метафоре «пунктирного человека», в рамках которой высказывается понимание, что человек реализует свой человеческий потенциал лишь в некоторые промежутки своей жизни, в то время когда в другие он в большей или меньшей степени оказывается/обнаруживает себя под давлением и управлением различных жизненных обстоятельств, чем бы они не являлись.
Как пишет Д. А. Леонтьев, «В человеке есть всё то, что есть у более низкоорганизованных животных, благодаря чему он может функционировать на „животном уровне“, не включая свои специфические человеческие проявления. Траектория человека в мире является пунктирной, прерывистой, потому что отрезки функционирования на человеческом уровне перемежаются отрезками субчеловеческого функционирования».
Функционирование человека на субчеловеческих уровнях не требует усилий, это «энергосберегающий режим функционирования». «Всё подлинно человеческое — энергозатратно, не протекает автоматически, не порождается причинно-следственными связями и требует усилий», которые конечно же окупаются, но многие именно поэтому отказываются и отходят от «человеческого» пути, скатываясь в другие режимы функционирования.
3. Существование в человеческой жизни, помимо необходимого, сферы возможного вводит в неё измерение самодетерминации и автономии.
Автономия и самодетерминация (способность к самостоятельному, причинно не обусловленному выбору) не возникают в человеческой жизни в результате причинно детерминированного процесса, и нужны человеку чтобы ориентировать его самого и его поведение в пространстве возможного. А превращение возможностей в действительность происходит не в результате какого-либо причинного детерминирования, но в результате самодетерминации, через совершение выбора и принятие решения субъектом.
Даже «смыслы», «ценности» и «истины» в человеческой жизни не являются автоматическими, самостоятельно срабатывающими механизмами; они влияют на жизнь человека только через его самоопределение по отношению к ним как субъекта.
4. На протяжении жизни у человека степень детерминированности одних и тех же психологических феноменов может изменяться.
5. Самодетерминация своей жизнедеятельности человеком, как произвольное воздействие субъекта на причинно-следственные закономерности, влияющие на эту жизнедеятельность, становится возможной через задействование рефлексивного сознания.
6. Уровень личностного развития определяет характер взаимосвязи между переменными в личности: на более низком уровне характер взаимосвязи переменных более жёсткий, и носит детерминистический характер; на более высоком уровне развития, одни выступают по отношению к другим лишь как предпосылки, не определяя их однозначно. Само же «личностное развитие протекает в направлении от генетически обусловленных универсальных структур к менее универсальным структурам, изначально существующим в модальности возможного».
7. «Эмпирическим индикатором действия в поле возможного, а не необходимого служит неспровоцированный выход за задаваемые ситуацией рамки».
Этот выход осуществляется, по мере развития личности, всё более в сторону выбора осмысленных и вариативных возможностей, в противовес однозначным необходимостям.
8. По мере усложнения и совершенствования форм и механизмов человеческой жизнедеятельности и психологических процессов их причины начинают всё больше замещаться предпосылками, которые, в отличие от причин, порождают не необходимые следствия, а возможности, тогда как их отсутствие — невозможность..
9. «Признание психологической реальности и значимости категории возможного переносит нас из ясного и чётко структурированного мира в мир, где господствует неопределённость, и совладение с её вызовом выступает залогом адаптации и эффективного функционирования».
Понимание мира, в котором обнаруживает себя человек, как заранее неопределённого — это экзистенциальное миропонимание.
10. Введение категории возможного дополняет описание взаимодействия человека как субъекта с миром экзистенциальным измерением, и в таком «расширенном» описании обнаруживается место как для ориентации на определённость, так и для ориентации на неопределённость.
Прототипом для такого описания является модель Рубикона (Х. Хекхаузен, Ю. Куль, П. Гольвитцер), в рамках которого разработано представление о так называемом «переходе Рубикона» — резком переходе, осуществляемом в акте принятия субъектом внутреннего решения, от «мотивационного состояния сознания», максимально открытого по отношению к получению новой информации и взвешиванию имеющихся возможностей, к «волевому состоянию сознания», когда решение уже принято, действие обретает конкретную направленность и сознание «закрывается» от всего, что может эту направленность поколебать.
11. «Возможности никогда не воплощаются в действительность сами, это происходит только через деятельность субъекта, который воспринимает их как возможности для себя, что-то выбирает из них и делает свою „ставку“, вкладывая себя и свои ресурсы в реализацию выбранной возможности». При этом он принимает на себя ответственность за реализацию данной возможности, даёт внутреннее обязательство перед самим собой вкладывать усилия для её реализации. В этом переходе происходит трансформация: возможное — ценное (осмысленное) — должное — цель — действие.
В целом, в разрабатываемых Д. А. Леонтьевым новых ориентирах для построения теории личности, которая может быть названа психологией «возможной», точнее — «возможностной» личности, люди представляются как находящиеся на различных этапах собственного пути к очеловечиванию, на различных этапах их индивидуальной онтогенетической эволюции, которая является следствием их личного выбора и усилий. Иными словами, предлагается рассматривать людей, как находящихся на пути к самореализации, мерой которой и являются собственные шаги людей, сделанные в этом направлении, а также приложенные усилия. Однако самореализация здесь — это не реализация того, что заложено наследственностью или средой, но путь свободных, не детерминированных средой и наследственностью решений и выборов самого человека.
Ключевыми понятиями для психологии личности, развиваемой Д. А. Леонтьевым, являются: пространство возможного, рефлексивное сознание и поступок.
Поступок может быть понят как действие, не вписывающееся в традиционные схемы психологической причинности, но требующее признания иного рода причинности, опирающейся на смысл, возможности и ответственность, понятую как личностная причинность. Поступок — это «осознанное ответственное действие, основанное на личностной причинности и продвигающее личность в измерении личностного пути».
Одной из ключевых проблем психологии личности для Д. А. Леонтьева является осуществление перехода человека из режима детерминированности в режим самодетерминации при подключении рефлексивного сознания.
В 2010-е гг., продолжая перечисленные выше направления работы, Д. А. Леонтьев интенсифицирует работу по осмыслению недавно возникшего направления в психологии — позитивной психологии, интегрируя её со своими разработками в области саморегуляции и личностного потенциала, а также экзистенциальной психологии. Он создает в НИУ ВШЭ в 2011 году научно-учебную лабораторию позитивной психологии и качества жизни, которая с 2014 года превратилась в Международную лабораторию позитивной психологии личности и мотивации, а позднее открывает магистерскую программу «Позитивная психология» в НИУ ВШЭ. Продолжая работу над созданием и адаптацией психодиагностических методик нового поколения, Д. А. Леонтьев разрабатывает и публикует оригинальные Дифференциальный тест рефлексивности (ДТР) и Дифференциальный опросник переживания одиночества (ДОПО) (совместно с Е. Н. Осиным), а также оригинальную исследовательскую методику диагностики переживаний в деятельности, графическую методику «Траектория» и опросник Жизненной позиции личности (совместно с А. Е. Шильманской), не считая целого ряда адаптаций зарубежных методик. Основным вкладом Д. А. Леонтьева в разработку теоретических и экспериментальных проблем психологии в этот период стала монография «Психология выбора» (совместно с Е. Ю. Овчинниковой, Е. И. Рассказовой и А. Х. Фам, 2015), обобщившая четверть века исследований по этой теме рабочей группы под руководством Д. А. Леонтьева.
В 2020-е гг., продолжая заведовать Международной лабораторией позитивной психологии личности и мотивации НИУ ВШЭ, Д. А. Леонтьев работает параллельно над вопросами психологии мотивации, психологии саморегуляции и личностного потенциала и экзистенциальной психологии, готовя обобщающие книги по всем трем направлениям.

### Авторские книги и брошюры
- Леонтьев Д. А. Тест смысложизненных ориентаций. — М.: Смысл, 1992. — 16 с. — (Психодиагностическая серия). — ISBN 5-89357-088-X.

- Леонтьев Д. А. Методика изучения ценностных ориентаций. — М.: Смысл, 1992. — 17 с. — (Психодиагностическая серия; выпуск 5). — ISBN 5-85494-005-1.

- Леонтьев Д. А. Очерк психологии личности. М.: Смысл, 1993. 43 с. 1997. 2 изд. М.: Смысл, 64 с.

- Леонтьев Д. А. Тематический апперцептивный тест. — М.: Смысл, 1998. — 254 с. — (Психодиагностические монографии; 2). — ISBN 5-89357-087-1.

- Леонтьев Д. А. Введение в психологию искусства. М.: Изд-во Моск. Ун-та, 1998. 111 с.

- Леонтьев Д. А. Психология смысла. М.: Смысл, 1999; 2003. 488 с. 3, дополн. изд. М.: Смысл, 2007. 512 с. 4 испр. и доп. изд., 2019. 583 с. — ISBN 978-5-89357-237-7

- Леонтьев А. А., Леонтьев Д. А., Соколова Е. Е. Алексей Николаевич Леонтьев. М.: Смысл, 2005. 504 с.

- Леонтьев Д. А., Рассказова Е. И. Тест жизнестойкости. М.: Смысл, 2006. 56 с. — ISBN 5-89357-228-9.

- Леонтьев Д. А., Иванченко Г. В. Комплексная гуманитарная экспертиза: методология и смысл. М.: Смысл, 2008. 144 с.

- Леонтьев Д. А., Овчинникова Ю. Ю., Рассказова Е. И., Фам А. Х. Психология выбора. — М.: Смысл, 2015. — 463 с. — 1000 экз. — ISBN 978-5-89357-353-4.

- Леонтьев Д. А., Осин Е. Н., Луковицкая Е. Г. Диагностика толерантности к неопределенности: шкалы Д. Маклейна. М.: Смысл, 2016. 60 с.

- Рассказова Е. И., Леонтьев Д. А. Жизнестойкость и её диагностика. М.: Смысл, 2016; 160 с. 2 изд. 2024.

- Леонтьев Д. А., Александрова Л. А., Лебедева А. А. Развитие личности и психологическая поддержка учащихся с ОВЗ в условиях инклюзивного профессионального образования. М.: Смысл, 2017. 80 с.

### Коллективные монографии
- Деятельностный подход в психологии: проблемы и перспективы / под ред. В. В. Давыдова, Д. А. Леонтьева. — М.: Изд. АПН СССР, 1990.

- Искусство и эмоции: материалы международного научного симпозиума / под ред. Л. Я. Дорфмана, Д. А. Леонтьева, В. М. Петрова, В. А. Созинова. — Пермь: Пермский госуд. институт культуры, 1991.

- Art and Emotions. Proceedings of the International Symposium / ed. by L. Dorfman, D. Leontiev, V. Petrov, V. Sozinov.- Perm: Perm State Institute of Culture, 1991.

- Emotions and Art: Problems, Approaches, and Explorations / ed. by L. Ya. Dorfman, D. A. Leontiev, V. M. Petrov, V. A. Sozinov. — Perm: Perm State Institute of Arts and Culture, 1992.

- Психология с человеческим лицом: гуманистическая перспектива в постсоветской психологии / под ред. Д. А. Леонтьева, В. Г. Щур. М.: Смысл, 1997.

- Emotions, Creativity, and Art / ed. by L. Dorfman, C. Martindale, D. Leontiev, G. Cupchik, V. Petrov, P. Machotka. Perm: Perm State Institute of Arts and Culture, 1997. 2 vols.

- Дорфман Л., Мартиндейл К., Петров В., Махотка П., Леонтьев Д., Купчик Дж. (ред.) Творчество в искусстве — искусство творчества. М.: Наука; Смысл, 2000.

- Современная психология мотивации / под ред. Д. А. Леонтьева. М.: Смысл, 2002.

- Ученые записки кафедры общей психологии / под ред. Б. С. Братуся, Д. А. Леонтьева. М.: Смысл, 2002.

- Скрытое эмоциональное содержание текстов СМИ и методы его объективной диагностики / под ред. А. А. Леонтьева, Д. А. Леонтьева. — М.: Смысл, 2004.

- Проблема смысла в науках о человеке (к 100-летию Виктора Франкла): материалы международной конференции / под ред. Д. А. Леонтьева. М.: Смысл, 2005.

- Экспертиза в современном мире: от знания к деятельности / под ред. Г. В. Иванченко, Д. А. Леонтьева. М.: Смысл, 2006.

- Время пути: исследования и размышления / Под ред. Р. А. Ахмерова, Е. И. Головахи, Е. Г. Злобиной, А. А. Кроника, Д. А. Леонтьева. — Киев: Изд-во Ин-та социологии НАН Украины, 2008.

- Психология, лингвистика и междисциплинарные связи: Сборник научных работ к 70-летию со дня рождения Алексея Алексеевича Леонтьева / под ред. Т. В. Ахутиной, Д. А. Леонтьева. М.: Смысл, 2008.

- Личностный потенциал: структура и диагностика / Под ред. Д. А. Леонтьева. — М.: Смысл, 2011. — 680 с. — 800 экз. — ISBN 978-5-89357-285-8.

- Психология субъективной семантики: Истоки и развитие / под ред. И. Б. Ханиной, Д. А. Леонтьева. — М.: Смысл, 2011. — 473 с. — (Фундаментальная психология). — ISBN 978-5-89357-304-6.

- Leontiev D. (Ed.), Motivation, Consciousness, and Self-regulation. New York: Nova Science Publishers, 2012.

- Leontiev D. (Ed.), Positive psychology in search for meaning. London; New York: Routledge, 2015.

- Поэзия: опыт междисциплинарного анализа / под ред. Г. В. Иванченко, Д. А. Леонтьева, Ю. Б. Орлицкого. — М.: Смысл, 2015. — 480 с. — ISBN 978-5-89357-343-5.

- Жанна Марковна Глозман: ученый, педагог, человек / под ред. Н. Л. Карповой, Д. А. Леонтьева, А. Е. Соболевой. — М.: Смысл, 2025.

### Тематические выпуски научных журналов
- Journal of Russian and East European Psychology. 2005. Vol. 43. # 3-5. Special issue: A. N. Leontiev’s Creative Path, guest editors D. Leontiev, D. Robbins

- Психологическая диагностика, 2007, № 1. Специальный выпуск: Диагностика личностного потенциала / под ред. Д. А. Леонтьева, Е. Н. Осина.

- Психологическая диагностика, 2010, № 2. Специальный выпуск: Диагностика личностного потенциала — 2 / под ред. Д. А. Леонтьева, Е. И. Рассказовой.

- Психология: журнал ВШЭ, 2012, № 4. Специальный выпуск: Позитивная психология / под ред. Д. А. Леонтьева.

- The Journal of Positive Psychology. 2013. Vol. 8(6). Special Issue: Positive Psychology in Search for Meaning, guest editor D. Leontiev.